# 札幌パークホテル
札幌パークホテル（Sapporo Park Hotel）は、札幌市中央区にあるホテル。

## 概要
中島公園の一角にあるホテルで札幌市営地下鉄南北線中島公園駅近くの立地であり、歓楽街のすすきのへも徒歩圏内にあるなど札幌市中心部へのアクセスに便利である。開業以来各種会議・総会・学会などの会場として利用されており、多目的ホールの「パークプラザ」は最大2,500名が収容可能になっている。他にも大小のバンケットルームが充実しており、MICE開催に積極的である。

## 沿革
札幌パークホテルの前身となるホテル三愛は、リコー三愛グループ創始者の市村清が、札幌市から中島公園一角の約6,000坪に及ぶ土地の払い下げを受けて設立した。国際観光ホテルを建設することで北海道への日本国外からの観光客誘致や札幌でのオリンピック開催に向けた受け入れ施設を整備することが急務となっていた。
- 1962年（昭和37年）：「ホテル三愛」設立総会[3]。
- 1964年（昭和39年）：三愛ボウル（後のパークボウル）オープン[3]。「ホテル三愛」開業[3][6]。
- 1965年（昭和40年）：政府登録ホテルとなる[3]。
- 1966年（昭和41年）：三井観光開発(現グランビスタ ホテル&リゾート)に経営権譲渡[7]。「株式会社札幌パークホテル」に社名変更し、「札幌パークホテル」と改称。
- 1968年（昭和43年）：パークホール完成[3]。
- 1972年（昭和47年）：国際オリンピック委員会（IOC）の『理事会総会』開催。パークボウル閉館し、ニューパークボウルオープン[3]。
- 1974年（昭和49年）：『北方圏環境会議』開催。
- 1975年（昭和50年）：ニューパークボウル閉館[3]。
- 1978年（昭和53年）：三井観光開発と合併[3]。
- 1989年（平成元年）：パークチャペルオープン[3][8]。
- 1997年（平成09年）：札幌コンサートホールKitaraにテラスレストラン「キタラ」オープン[3]。
- 2003年（平成15年）：天皇皇后滞在[3]。
- 2006年（平成18年）：天皇皇后滞在[3]。
- 2011年（平成23年）：天皇滞在[3]。
- 2019年（平成31年、令和元年）
  - 3月：建て替えに伴いヒルトンとFC契約を締結（約350室、2023年オープン予定）[9]。
  - 5月：札幌なだ万雅殿内の鉄板焼カウンター 竹花亭が閉店[10]。
- 2020年（令和2年）
  - 4月：全室にミネラルウォーター無料サービス開始（1泊1名１本）[11]。
  - 5月：新型コロナウイルスの影響により同系列である札幌グランドホテルの営業を6月末まで休止し、札幌パークホテル1館に集約し営業[12]。
- 2021年（令和3年）
  - 1月：札幌パークホテル建て替えが白紙化[13]。
- 2022年（令和4年）
  - 11月1日：札幌なだ万雅殿のカウンターリニューアル。鉄板焼カウンター、おでん・炙りカウンター開店[14]。
  - 12月30日：日比谷花壇札幌パークホテル店閉店[15]。
- 2023年（令和5年）
  - 3月18日：GANON FLORIST札幌パークホテル店開店[16]。
  - 3月30日：札幌パークホテル建て替えがMICE事業構想の再検討期間延長に伴い再延期[17]。
- 2025年6月11日：2027年2月28日CO分をもって閉館予定[18]

## 施設・設備

### 客室
- 5階・6階：スタンダードフロア
  - 5階・6階：スタンダードシングル (18 m²)
  - 5階・6階：スタンダードラージツイン【パークビュー】 (31 m²)
  - 5階・6階：スタンダードツイン (24 m²)
  - 5階・6階：スタンダードツイン【パークビュー】 (24 m²)
  - 5階・6階：スタンダードラージトリプル【パークビュー】 (31 m²)
  - 5階・6階：スタンダード4ベッドルーム【パークビュー】 (31 m²)
  - 5階・6階：スタンダードトリプル (24 m²)
  - 5階・6階：スタンダードトリプル【パークビュー】 (24 m²)
- 7階・8階・9階：スーペリアフロア（一部客室にネスプレッソコーヒーマシン[19]、9階客室のみエアウィーヴフロア[20]）
  - 7階：スーペリア4ベッド【パークビュー】 (31 m²、一部ネスプレッソコーヒーマシン)
  - 7階：スーペリアラージトリプル【パークビュー】 (31 m²、一部ネスプレッソコーヒーマシン)
  - 8階：スーペリアクイーンダブル【パークビュー】 (24 m²)
  - 9階：ハリウッドラージツイン【パークビュー】 (31 m²、一部ネスプレッソコーヒーマシン、エアウィーヴ)
  - 9階：スーペリアコンフォートツイン【パークビュー】 (24 m²、エアウィーヴ)
  - 7階・8階：スーペリアラージツイン【パークビュー】 (31 m²、一部ネスプレッソコーヒーマシン)
  - 7階・8階・9階：スーペリアツイン (24 m²、一部エアウィーヴ)
  - 7階・8階・9階：スーペリアコンフォートシングル (18 m²、一部エアウィーヴ)
  - 7階・8階・9階：スーペリアセミダブル (18 m²、一部エアウィーヴ)
- 10階：エグゼクティブフロア Park in Park
  - 10階：デラックスダブル (35 m²)
  - 10階：デラックスツイン (35 m²)
  - 10階：ファミリー (47 m²)
  - 10階：ユニバーサル【パークビュー】 (47 m²)
  - 10階：ブライズツイン (51 m²、シーリー社製ベッド)
  - 10階：ブライズダブル【パークビュー】 (51 m²、シーリー社製ベッド)
  - 10階：スパホーム【パークビュー】 (60 m²、シーリー社製ベッド)
  - 10階：セカンドハウス【パークビュー】 (60 m²、シーリー社製ベッド)
  - 10階：ロイヤルツイン【パークビュー】 (70 m²、シーリー社製ベッド)
  - 10階：インペリアルスイート【パークビュー】 (123 m²、シーリー社製ベッド)

### レストラン、バー、ラウンジ
- B1階：会員制クラブ パーククラブ
- 1階：ロビーラウンジ ラッソ
- 1階：テラスレストラン ピアレ
  - テラスレストラン ピアレ ケーキコーナー
- 4階：四川料理 桃源郷
- 11階：日本料理 札幌なだ万雅殿
  - 天婦羅カウンター まつ丼
  - 寿司カウンター 清水
  - 鉄板焼カウンター
  - おでん・炙りカウンター おでん処かみむら
- 札幌コンサートホールKitara：テラスレストラン キタラ

### ブライダル
- 1階：チャペル
- 3階：ブライダルサロン
- 3階：神式場
- 3階：衣装室
- 3階：ブライズルーム

### 宴会・会議
- B2階：宴会場 パークプラザ (1,800 m²、最大収容人数2,500名)
- 1階：宴会場 ザ・テラスルーム (314 m²、最大収容人数250名)
- 2階：宴会場 パールルーム (215 m²、最大収容人数150名)
- 3階：宴会場 エメラルド (449 m²、最大収容人数500名)
- 3階：宴会場 パークホール (1,165 m²、最大収容人数2,000名)
- 3階：小宴会場
  - 高砂 (103 m²)
  - 末広 (52 m²)
  - 羽衣 (52 m²)
  - 福寿 (52 m²)
  - 蓬莱 (52 m²)
  - 松・竹 (各31 m²)
- 4階：小宴会場
  - 清流 (70 m²)
  - 和光 (52 m²)
  - 有明 (52 m²)
  - 金華 (52 m²)
  - 松風 (52 m²)

### ショップ
- B1階：ナチュラルセラピーサロン ISIS Genny（イシスジェニー）札幌パークホテル店
- B1階：ル グランサンク
- 1階：ブティック和光 東京銀座
- 1階：北海道観光物産興社
- 1階：liebe（リエベ）
- 1階：GANON FLORIST（ガノン フローリスト）
- 3階：フォトスタジオ葉山
- オンラインショップ：札幌パークホテル オンラインショップ

## MICE施設整備事業
札幌パークホテルと中島公園周辺の整備（大規模国際会議や展示場の整備）を目的とした新MICE施設整備事業を策定し、札幌市とグランビスタホテル＆リゾート、サンケイビルの共同事業として始まる。

### 基本設計
2019年当初の計画では2021年度中に新ホテルの着工、2023年度後半には既存ホテルの解体が決まっていた。

### 沿革
- 2018年（平成30年）
  - 5月：新MICE施設整備基本計画を策定[22]。
- 2019年（令和元年）
  - 12月：新MICE施設整備基本計画の基本設計が完了[22]。
- 2021年（令和3年）
  - 1月：MICE施設整備事業が新型コロナウイルス感染症などの影響により2023年3月を目処に再検討[13]。
- 2023年（令和5年）
  - 3月：MICE施設整備事業の再検討の延長に伴い2024年3月まで再延期[17]。

## Park in Park 特別サービス
エグゼクティブフロア（Park in Park）に宿泊した場合のみ下記のサービスを受けられる。
1. 朝食無料
  - テラスレストラン ピアレ
  - 日本料理 なだ万雅殿
  - ルームサービス
2. デザートセット（1泊につき1回）
  - テラスレストラン ピアレ
3. ワンドリンク&オードブル（1泊につき1回）
  - 会員制クラブ パーククラブ（ビジターフィー無料）
4. 選べるバスアメニティ（下記2種類から1つを選択）
  - Omnisens（オムニサンス・パリ）
  - ETRO（エトロ）
5. 客室冷蔵庫内ドリンク無料サービス
6. 駐車場無料サービス
7. ビデオ有料放送視聴無料サービス
8. 新聞（朝刊・夕刊1紙）無料サービス
9. ミーティングルーム1時間利用無料サービス

## アクセス
ホテル正面北側には札幌駅前通や菊水旭山公園通（南9条通）がある。
- 札幌市営地下鉄南北線中島公園駅下車
- 北海道旅客鉄道（JR北海道）札幌駅から車で約10分
- 丘珠空港（札幌飛行場）から車で約30分
- 新千歳空港から高速道路利用して車で約50分（北都交通、北海道中央バス 新千歳空港連絡バス「中島公園」停留所）
- 有料駐車場
  - 収容台数：220台
  - 屋根なし平面

## 参考資料
- “設立の趣旨”. 札幌パークホテル. 2016年12月2日閲覧。[リンク切れ]
- “札幌パークホテルについて”. 札幌パークホテル. 2023年6月18日閲覧。